# История абхазского мореходства

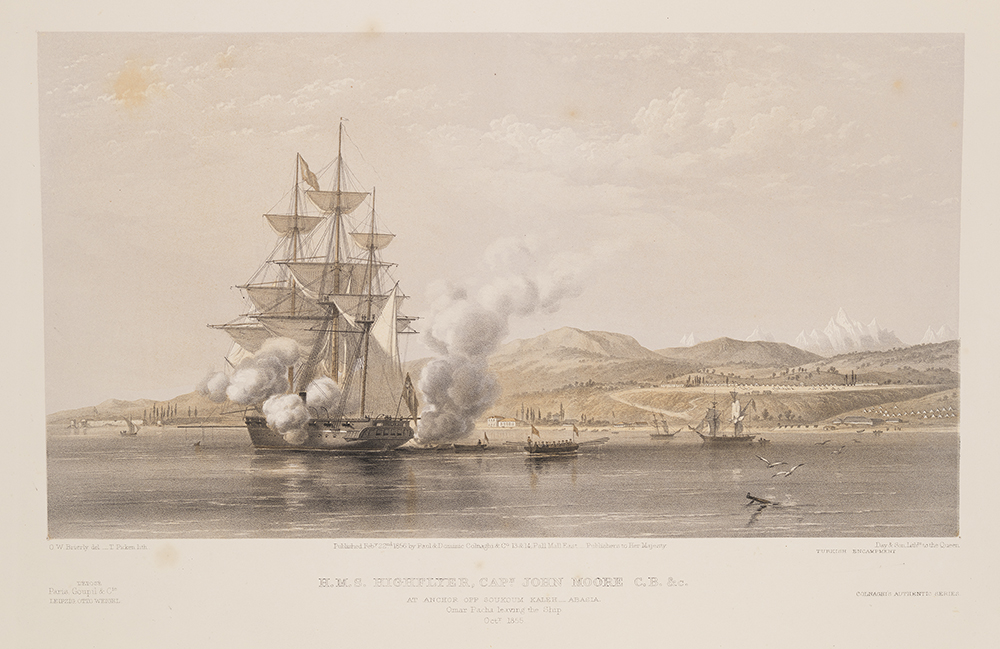
Сухумская бухта абхазского княжества

История мореходства абхазского народа — история знакомства с морем причерноморского народа абхазов.

## Первый флот княжества абхазов
Во времена абхазского княжества первые независимые военно морские силы создаёт князь Келеш-бей, он считается основателем абхазского флота, Келеш-бей держал при себе около 500—600 военных галер крейсирующих побережье от Геленджика до Батума, абхазы грабили и нападали на турецкие и мегрельские суда в Лазике, а также как сообщает Ш. Д. Инал-ипа занимались угоном и вероятно продажей лодок:
"Французский путешественник Шарден, который находился в Мегрелии в 1672 г. и был свидетелем набега абхазских князей, пишет: «12-го (ноября — Ш. И) предполагалось пересесть в лодку, но этому помешало известие (вполне потом оправдавшееся), что лодки черкесов и абхазцев крейсируют вдоль берегов Мингрелии. Они угнали местные лодки, а с ними и ту, которую я нанял».
Абхазы активно занимались пиратством при этом не боясь не мегрельских, не турецких, и не российских правителей.
Сулхан-Саба Орбелиани так задержался в Трапезунде после своего путешествия по Европе, из-за того что турецкие корабли опасались абхазских пиратов.

## Древняя Абхазия
С древнейших времён Абхазию заселяли племена Гениохов которые активно занимались пиратским ремеслом. Овдий, римский поэт, сообщает:

Воют неистово псы у чресел чудовищной Скиллы —
Но гениохский пират' для морехода страшней.
Трижды воду хлебнёт и трижды извергнет Харибда,
Но не равняйте её с грозной ахейской ордой.

Гениохи были известны своей жестокостью и разбоями с нападениями на корабли греческих и римских купцов.
Гениохи использовали лёгкие — ладьи «Камариты», которые можно было переносить на плечах с помощью небольшой группы людей, в эти лодки вмещались около 20-30 человек.
В конце 2 века до н. э. Боспорский царь Соврамат создаёт план по очищению чёрного моря от пират, видимо по этому гениохи больше не появляются в морской хронике.